# 아스피린
아스피린(Aspirin) 또는 아세틸 살리실산(acetylsalicylic acid, ASA)은 살리실산염 의약품으로 비스테로이드성 항염증제(NSAIDs)의 일종이다. 통증과 열을 완화시켜 주는 진통제, 해열제로 쓰고, 항혈전 효과도 가지고 있다. 따라서 용량을 낮추어 심혈관질환이나 심장마비 예방약으로 장기간 쓰기도 한다. 아스피린을 사용하는 염증성 질환에는 가와사키병, 심막염, 류마티스열 등이 있다. 진통이나 해열 목적으로 사용하는 경우 효과는 투여 후 30분 정도 만에 나타난다. 아스피린의 작용 기전은 다른 NSAIDs와 유사하지만 혈소판의 기능을 억제하는 효과도 있다.  반감기는 300~650 mg 일 경우 3.1 - 3.2시간, 1g일 경우 6시간, 2g일 경우 9시간이다.
흔한 부작용 중 하나는 복통이며, 좀 더 심각하지만 비교적 드문 부작용에는 위궤양, 위출혈, 천식 악화 등이 있다. 아스피린으로 인한 출혈 위험은 나이가 많거나 음주를 하는 환자, 다른 NSAID나 항응고제를 병용 중인 환자에서 더 높아진다. 임신 제3삼분기에는 사용이 권고되지 않으며, 라이 증후군의 발생 위험 때문에 감염이 있는 소아에서도 사용하지 않는다. 고용량 투여 시 이명이 생기기도 한다.
버드나무속 나무의 껍질에서 발견된 아스피린의 전구물질은 최소 2,400년 전부터 건강에 좋다고 하여 사용되어 왔다. 1853년, 프랑스의 화학자였던 샤를 프레데릭 게라르트(Charles Frédéric Gerhardt)는 최초로 아세틸살리실산을 만들기 위해 살리실산 나트륨을 염화 아세틸로 처리했다. 그 후 50년간 다른 화학자들이 아세틸살리실산의 화학적 구조를 밝혀내고 더욱 효율적인 생산법을 고안해 냈다.:69–75
‘아스피린’은 바이엘의 상표명이지만, 몇몇 나라에서는 아스피린을 아세틸 살리실산이라는 물질명으로 부르기도 한다. 아스피린은 프로트롬빈 생성 억제를 통한 혈소판 제거 반응을 하기 때문에 항응고 작용을 하여 혈전을 예방할 수 있다. 이 때문에 급성 심장마비에 사용한다. 그러나 통증 억제를 위한 복용시 과다 출혈과 같은 부작용을 일으킬 수 있다.

## 역사
버드나무 껍질에 함유된 살리실산이라는 물질에서 비롯된 아스피린은 기원전(BC) 1천500년쯤 고대 이집트에서 작성된 파피루스에서 언급된다. 아스피린 하면 바이엘을 연상하지만 최초의 탄생역사는 기원전으로 올라가고 현대의약으로 특허를 최초로 등록한 독일의 바이엘AG사가 베를린의 제국 특허국에 자사의 상표를 등록한 날로부터 약 110년이 되었다. 그동안 아스피린은 세계에서 가장 생명이 길고 가장 놀라운 약임이 입증되었다. BC 400년쯤에는 '의학의 아버지'로 불리는 그리스의 히포크라테스가 사용했다는 기록이 있다. 그 후 2천여 년이 지나 영국에서 에드워드 스톤이라는 성직자가 백버드나무 껍질 즙을 열이 있는 사람 50명에게 먹여 해열작용을 확인했다. 그는 이 사실을 1763년 런던 왕립학회에서 발표했다. 약 60년 후에 이탈리아 화학자 피리아는 버드나무 껍질에서 약효의 주성분인 살리신을 분리했다. 그 뒤 몇 단계 화학 반응을 거쳐 아스피린의 모체인 실리을 얻었다. 살리실산은 의학적인 효과가 있었지만 위벽을 자극하며 설사를 일으키고, 많이 먹을 경우 죽는 경우도 있었다. 1897년 독일 바이엘 사의 연구원 펠릭스 호프만은 살리실산의 히드록시기를 아세틸기와 에스테르화 반응을 시켜 아스피린을 만들었는데 살리실산의 부작용이 크게 줄어들었다. 이는 최초의 합성 의약품이다. 바이엘 사는 1899년 3월 6일 "해열 진통제" 아스피린의 특허를 등록했다. 1914년, 초기의 가루 약을 알약 형태로 교체, 복용을 간편하게 하고 복용량을 표준화함으로써 더욱 대중화되었다.

## 의학적 사용
아스피린은 해열 진통 효과와 함께 혈소판 응고를 방해하는 작용이 있다. 아스피린은 사이클로옥시게나제의 활성을 억제하여 통증과 발열을 일으키는 프로스타글란딘의 생성을 차단한다. 사이클로옥시게나제는 혈소판 형성도 방해하는 성질이 있다. 이러한 성질 때문에 아스피린은 500 mg의 고용량 약품과 100 mg의 저용량 약품으로 구분되어 판매된다. 고용량은 주로 진통제로 쓰이며 저용량은 심혈관계 질환의 예방 목적으로 쓰인다. 고용량과 저용량 모두 의사의 처방전 없이 약사와 상의하여 구매할 수 있는 일반의약품이다.
발열, 통증, 류마티스열의 치료에 사용되며 류마티스 관절염, 심막염, 가와사키병 등 여러 염증성 질환에도 쓰인다. 저용량의 아스피린은 심근경색으로 인한 사망 위험과, 뇌졸중 고위험군이나 심혈관계 질환 환자의 뇌졸중 발생 위험을 낮춘다고 알려져 있다. 그러나 나이가 들었을 뿐 건강한 사람에게서는 그러한 효과가 없다고 알려져 있다. 아스피린이 대장암 예방에 효과적이라는 연구가 몇몇 있으나, 이러한 효과가 왜 발생하는지는 명확하지 않다. 미국에서는 사람마다 적절성을 평가하였을 때, 향후 10년간 심혈관계 질환 발생 위험이 10% 이상이며 출혈 위험이 크지 않은 40~59세의 사람에서는 저용량 아스피린을 심혈관계 질환의 일차 예방약으로 사용하는 것이 합리적이라는 연구 결과가 나왔다.

### 통증
아스피린은 급성 통증에 효과적인 진통제이지만, 위장관 출혈을 일으킬 가능성이 이부프로펜보다 높아 일반적으로는 이부프로펜보다 좋지 못하다고 간주된다. 보통 아스피린은 근육의 쥐, 복부팽만, 급성 피부 자극 등으로 인한 통증에는 효과적이지 못하다. 다른 NSAIDs와 마찬가지로, 아스피린과 카페인을 조합하여 썼을 때 아스피린 단독으로 사용했을 때보다 통증 완화 효과가 약간 더 좋다. 아스피린 발포 제형은 알약보다 빠르게 통증을 완화시킬 수 있어 편두통 치료에 유용하다. 아스피린 국소약은 일부 신경병성 통증에 효과적일 수 있다.
아스피린 자체든 아스피린이 포함된 복합제제든, 특정 종류의 두통은 효과적으로 치료할 수 있으나 다른 두통에 대해서는 효능에 의문이 있다. 다른 질환이나 외상에 의해 발생하는 두통인 이차성 두통은 즉시 의료 제공자의 도움을 받아야 한다. 국제두통질환분류는 일차성 두통을 긴장성 두통 (가장 흔함), 편두통, 군발성 두통으로 구분한다. 아스피린이나 다른 처방전 없이 구매 가능한 진통제는 긴장성 두통의 치료에 효과적이라고 널리 알려져 있다. 특히 아스피린/파라세타몰/카페인의 구성 성분으로서의 아스피린은 편두통의 일차 치료제로 분류되며, 저용량의 수마트립탄과 효과가 비슷하다. 편두통이 처음 시작할 시기에 두통을 멈추게 하는 데에 가장 효과적이다.

### 발열
통증 조절 능력과 함께, 아스피린이 발열을 조절하는 능력은 고리형 산소화효소(COX)을 비가역적으로 억제하여 프로스타글란딘의 생산을 막아서 발생한다. 성인에서 아스피린을 해열제로 사용하는 것은 이제 확고한 치료법이 되었지만, 여러 학회와 규제 기관에서 소아의 발열 치료용으로 아스피린을 사용하는 것은 라이 증후군 발생 위험 때문에 강력히 비권장된다. 라이 증후군은 드물지만 치명적인 질환으로 아스피린이나 다른 살리실산염을 세균이나 바이러스에 감염된 소아에서 사용했을 때 발생할 수 있다. 소아에서의 라이 증후군 위험을 이유로 1986년 미국 식품의약국(FDA)은 아스피린이 들어간 모든 약제에 어린이와 청소년에게 사용하지 말라는 설명을 남겼다.

## 부작용
혈소판을 억제하는 성질은 아스피린의 대표적 부작용 가운데 하나이다. 혈소판이 억제되면 출혈이 멈추기 어렵다. 이 때문에 내출혈 위험이 있는 사람은 아스피린을 먹지 않는 것이 좋다. 아스피린은 심근경색과 같은 심혈관계 질환을 예방할 수 있지만, 기저 질환이 없는 건강한 사람에게는 오히려 위험성이 더 크고 서양인에 비해 약재에 의한 출혈 빈도가 더 큰 동양인에게는 더욱 주의가 필요하다. 혈전과 관련한 다른 약품들이나 술, 일부 우울증 치료제, 고지혈증 치료제 등은 아스피린 부작용 위험을 증가시킨다. 특히 매일 세 잔 이상의 술을 마시는 사람은 아스피린을 복용할 경우 위장 출혈을 일으킬 수 있다.
아스피린은 효과도 확실하지만 부작용 위험도 큰 약물이어서 복용 여부를 잘 판단하여 결정하여야 한다. 이미 심근경색이나 뇌경색을 겪은 사람에겐 복용이 권장되지만 일반적으로 동맥경화와 관련이 없는 사람에겐 득보다 실이 더 많다.

### 위장관
아스피린을 사용하면 위장관 출혈의 위험이 올라간다고 밝혀져 있다. 장용성 코팅이 된 아스피린 제제 중에서 '위에 안전하다'라고 광고하는 경우가 있으나 한 연구에서는 장용성 코팅은 위장관 출혈 위험을 줄여주지 못한다고 밝히며, 메이오 클리닉 역시 이에 동의하며 코팅된 아스피린 제제가 혈전 위험을 감소시키는 데에도 효과적이지 못할 수 있다고 보고했다.
아스피린을 다른 NSAIDs와 병용하는 경우 위장관 출혈 위험이 더욱 올라간다. 아스피린을 클로피도그렐이나 와파린과 함께 사용하여도 상부 위장관 출혈 위험이 증가한다.
여러 연구에서는 COX-2 억제제를 아스피린과 동시에 사용하면 위장관 손상의 위험이 증가할 수 있다고 주장한다. 그러나 모든 임상 현장에서 이러한 효과가 반복적으로 나타나는지 입증할 수 없다는 근거도 존재한다. 따라서 이 부분을 더 명확히 하기 위한 연구가 필요하다.

### 피부
아스피린을 복용한 환자 중 소수에서 두드러기, 종창, 두통 등이 생길 수 있다. 아스피린은 만성 두드러기 증상을 악화시키거나 급성 두드러기를 일으키기도 한다. 이러한 반응은 아스피린에 대한 알레르기 반응으로 인한 것일 수도 있고, 보다 흔한 원인은 COX-1 효소를 억제하는 아스피린 자체의 효과 때문이다. 피부 반응은 NSAID로 인해 촉발되는 기관지경련이나 아토피 같은 전신적인 금기증과 관련되어 발생하기도 한다.
아스피린이나 다른 NSAIDs, 가령 이부프로펜은 상처 치유를 지연시킬 수 있다. 앞서 두 건의 소규모 연구에서는 압박 치료에 더해 아스피린을 투여했을 때 다리의 정맥궤양이 치유되는 데에 걸리는 시간과 궤양의 크기 면에서 치료 효과가 있었다고 주장했다. 그러나 이후에 이루어진 보다 대규모의 질 좋은 연구들에서는 이러한 결과를 입증할 수 없었다.

### 과량 투여
아스피린의 과량 투여, 즉 지나치게 많은 양을 복용하여 발생하는 중독은 급성과 만성 경과를 모두 보일 수 있다. 급성 중독은 한 번에 고용량의 아스피린을 복용하여, 만성 중독은 정상 용량보다 많은 양을 여러 번 복용하여 발생한다. 급성 중독의 사망률은 2% 정도이다. 만성 중독은 치명적인 경우가 더 흔하여 사망률이 25%에 이른다. 특히 만성 중독은 소아에서 더 심각하게 나타날 수 있다. 중독은 활성탄, 포도당(덱스트로스)과 생리식염수 정맥 주사, 탄산수소 나트륨, 인공투석 등으로 치료할 수 있다. 중독의 진단은 혈장에서 아스피린의 활성 대사산물인 살리실산염 농도를 측정하여 이루어진다. 혈장 살리실산염 농도는 정상적인 치료 용량을 복용한 사람에서 30~100mg/L, 고용량을 복용한 사람에서 50~300mg/L, 급성 중독에 빠진 환자에서 700~1400mg/L 정도로 측정된다. 살리실산염은 차살리실산 비스무트, 살리실산 메틸, 살리실산 나트륨 등에 노출된 경우에도 만들어질 수 있다.

## 금기증
아스피린을 복용해서는 안되는 경우로는 이부프로펜이나 나프록센에 알레르기가 있는 환자, 살리실산염 민감성을 가진 환자, NSAIDs 전체에 대한 약물 민감성을 가진 환자가 있다. 또한 천식이나 NSAID-촉발 기관지수축 환자에서는 복용 시 경고해야 한다. 위 벽에 대한 아스피린의 효과로 인해 소화성 궤양, 가벼운 당뇨병, 위염 환자들은 아스피린 복용 전에 의사와 상담할 것을 권한다. 이런 질환이 전혀 없는 환자라 할지라도 아스피린을 알코올이나 와파린과 함께 복용 시 위출혈의 가능성이 증가한다. 혈우병이나 다른 출혈 경향이 커지는 질환이 있는 환자는 아스피린과 다른 살리실산염 약물을 복용해서는 안된다. 한편 유전병인 포도당 6-가수분해효소 결핍증(G6PD)이 있는 환자에서 아스피린을 투여하는 경우 용혈성 빈혈의 원인이 될 수 있다. 특히 고용량을 투여할 경우 위험이 커지며 G6PD의 중증도에 따라서도 용혈성 빈혈 발생 위험이 달라진다. 뎅기열 환자에서도 출혈 경향이 증가하므로 아스피린 사용이 권장되지 않는다. 콩팥 질환, 고요산혈증, 통풍 환자도 아스피린을 복용해서는 안되는데, 이는 아스피린이 콩팥의 요산 배설 능력을 억제하여 질환을 악화시킬 수 있기 때문이다. 16세 이하의 소아나 청소년에서 감기나 인플루엔자 증상을 조절하기 위해 아스피린을 사용하는 것은 라이 증후군과의 관련성 때문에 금기시된다.

## 상호작용
아스피린은 다른 여러 약물과 상호작용한다. 예를 들어, 아세타졸아마이드와 염화 암모늄은 살리실산염 중독 효과를 증강시키며, 알코올은 아스피린의 위장관 출혈 위험을 높인다. 아스피린은 토르부타마이드와 클로르프로파마이드 등의 당뇨병약, 와파린, 메토트렉세이트, 페니토인, (발프로산 대사의 중요한 부분인 베타 산화에도 간섭하면서) 발프로산, 다른 NSAIDs와 같은 여러 가지 약물의 단백질 결합 부위에 대신 들어간다. 코르티코스테로이드는 아스피린의 농도를 낮출 수 있다. 이부프로펜이나 나프록센 등 다른 NSAIDs는 아스피린의 항혈소판 효과를 감소시킬 수 있다. 그럼에도 불구하고 제한적인 연구들에서는 이로 인해 아스피린의 심장보호 효과가 줄지는 않는다고 주장한다. 진통 용량의 아스피린은 스피로놀락톤으로 인한 소변으로의 나트륨 배설 효과를 감소시키나, 이로 인해 스피로놀락톤의 항고혈압 효과가 약해지지는 않는다. 한편 진통 용량보다 저용량인 항혈소판 용량의 아스피린은 스피로놀락톤과 상호작용을 일으키기에는 너무 용량이 적다고 여겨진다. 아스피린은 세뇨관 분비 과정에서 페니실린 G와 경쟁한다고 알려져 있다. 또한 아스피린은 비타민 C의 흡수를 억제할 수도 있다.

## 화학적 특징
아스피린은 초산 암모늄 용액이나 알칼리 금속의 아세트산염, 탄산염, 구연산염, 수산화물 용액에서 빠르게 분해된다. 건조한 공기에서는 안정하지만, 습기와 접촉했을 때는 서서히 아세트산과 살리실산으로 가수분해된다. 알칼리 용액에서는 빠르게 가수분해되어 형성된 용액은 완전히 아세트산염과 살리실산염으로만 구성될 수 있다.
밀가루와 똑같이, 가루와 공기의 혼합물이 폭발하는 분진폭발의 위험이 있으므로 아스피린 알약을 제조하는 공장에서는 건물 내 공기에 부유하는 가루의 양을 조절해야 한다. 미국 국립 직업안전위생연구소(NIOSH)는 미국에서의 아세틸 살리실산 권장노출한계를 (시간가중평균농도 기준으로) 5mg/m3로 정하고 있다.

## 약동학
아스피린은 약산이며 경구 투여 후에 위에서 아주 소량이 이온화된다. 위 안의 산성 환경에서 아스피린은 빠르게 세포막을 통해 흡수된다. 작은창자에서는 pH가 높아지고 표면적이 커져 위에서보다 많은 양의 아스피린이 이온화되고, 이 때문에 보다 느리게 흡수된다. 지나치게 다량을 복용한 경우 내부에서 아스피린이 굳어 덩어리를 형성하고, 흡수가 더욱 느려져서 혈장 농도가 복용 후 24시간까지 계속 증가할 수 있다.
혈중 살리실산염의 50~80%는 혈청의 알부민에 결합한 상태로 존재하며, 나머지는 이온화되어 활성화된 상태로 남아 있다. 단백질 결합의 정도는 용량 의존적이다. 결합 부위가 포화되면 살리실산염이 자유 분자로 더 많이 존재하게 되어 약물 독성이 증가할 수 있다. 분포용적은 0.1–0.2 L/kg이다. 산증이 있는 경우 살리실산염의 조직 침투력이 증강되어 분포용적이 증가한다.
살리실산염의 치료용량 중에서 80% 정도는 간에서 대사된다. 글라이신과 공액한 살리실산염은 살리실요산을 형성하며, 글루쿠론산과 공액한 경우 두 가지의 서로 다른 글루쿠로나이드 에스터를 형성한다. 온전한 아세틸기를 가진 공액체는 '아실 글루쿠로나이드', 탈아세틸화된 공액체는 '페놀릭 글루쿠로나이드'라고 한다. 이러한 대사 경로의 대사 능력은 제한적이다. 소량의 살리실산은 겐티신산으로도 수산화된다. 살리실산염의 용량이 커지면 대사 경로가 포화되고 콩팥에서의 배설이 훨씬 중요해지면서 약물의 반응식이 일차(first-order kinetics)에서 영차(zero-order kinetics)로 변한다.
살리실산염은 주로 콩팥으로 배설되며, 살리실요산 75%, 자유 살리실산 10%, 살리실 페놀 10%, 아실 글루쿠로나이드 5%, 겐티신산 1% 미만, 2,3-다이하이드록시벤조산의 형태로 배설된다. (성인 기준 250mg 미만의) 저용량을 섭취했을 때 모든 대사 경로는 일차 반응속도식을 따르며, 이때의 생물학적 반감기는 2시간에서 4.5시간 정도이다. 고용량을 섭취한 경우 반감기가 15~30시간으로 훨씬 길어지는데, 이는 살리실요산과 글루쿠론산 공액체를 형성하는 생체내변환 경로가 포화되기 때문이다. 대사 경로가 포화되면 콩팥으로의 살리실산 배설이 크게 중요해지는데, 배설량이 소변의 pH 변화에 극히 민감하기 때문이다. 소변 pH가 5에서 8로 증가하면 콩팥의 살리실산 청소율이 10~20배로 증가한다. 소변 알칼리화가 살리실산염 중독의 치료로 쓰이는 것은 이러한 살리실산염 제거의 특수한 성질을 이용한 것이다. 한편 환자가 사구체신염이나 간경변증을 앓고 있을 때 단기간의 아스피린을 치료 용량으로 사용하면 가역적인 급성 콩팥 손상 발생이 촉진될 수 있다는 것이 밝혀져 있다. 만성 콩팥병이 있는 일부 환자와 울혈성 심부전을 앓는 일부 환아에서 아스피린 사용은 금지되어 있다.

## 수의학에서
아스피린은 간혹 항응고제나 근골격계의 염증이나 골관절염의 통증을 줄여주기 위한 용도로 수의학에서 사용된다. 위장관계 문제 등 부작용이 흔하기 때문에 동물에게 아스피린을 사용할 때에는 수의사의 직접적인 감시 하에 투여해야 한다. 과량의 아스피린 복용은 어떤 동물에서든 살리실산염 중독의 원인이 될 수 있으며 이때 출혈, 발작, 혼수, 심지어는 사망에 이르기까지 할 수 있다.
개는 고양이보다 아스피린이 잘 듣는다. 고양이는 아스피린의 배설을 돕는 글루쿠로나이드 공액체가 없으므로 아스피린의 대사가 느리고, 용량을 적절히 처방하지 않았을 때 독성이 생길 우려도 있다. 48시간에 한 번씩 4주간 고양이가 25mg/kg의 아스피린을 투여 받았을 때 중독의 임상적인 소견은 관찰되지 않았으나, 고양이에서 통증과 발열을 줄이고 혈전증을 치료하기 위해 권장되는 아스피린의 용량은 10mg/kg이다. 이는 고양이의 체내에서 대사가 일어날 여유를 주기 위해서이다.

## 문화
아스피린은 전 세계적으로 사랑받는 약이지만, 특히 미국인들의 아스피린 사랑은 유별나고 각별하다. 미국에서만 한해 1만 6000톤, 즉 전 세계에서 생산되는 아스피린의 3분의 1가량이 미국내에서 소비된다. 3000mg 알약으로 환산하면 자그마치 320억 알, 즉 아기부터 노인까지 전 국민의 연간 100알 가까이 아스피린을 먹는 셈이라고 하니 수치로만 놓고 보면 선뜻 믿기지 않은 정도로 엄청난 양이다.
1899년 출시된 이후 아스피린은 줄곧 바이엘을 먹여 살린 효자 상품의 지위를 지켜왔다. 한 세기 사이에 의학과 화학, 생물학은 과거와 비교가 되지 않은 정도로 진보했으며 전 세계 제약기업에서 신약이 끝없이 출시되고 있지만 아스피린은 시대의 물결에 휩쓸려 사라지기는커녕 예나 지금이나 약국 진열대에서 변함없이 팔려나가고 있다. 19세기부터 기본적인 부분이 바뀌지 않은 채 꾸준히 팔리는 공업제품은 아스피린을 제외하면 찾기 힘들 정도다.

## 같이 보기
- 바이엘
- 이부프로펜
- 아세트아미노펜 - 타이레놀의 주성분